# 林賢材
林 賢材（はやし けんざい、1900年6月19日 - 1995年9月1日）は、日本の経営者。三井信託銀行社長を務めた。東京都出身。

## 経歴
1924年に東京帝国大学経済学部経済学科を卒業し、同年に三井信託銀行に入行。1945年に常務に就任し、1947年から1960年までに社長を務めた。
1971年4月に勲二等瑞宝章を受章。
1995年9月1日にがん性腹膜炎のために死去。95歳没。